# Los muchachos de antes no usaban arsénico
Los muchachos de antes no usaban arsénico é um filme de drama argentino de 1976 dirigido e escrito por José A. Martínez Suárez. Foi selecionado como representante da Argentina à edição do Oscar 1977, organizada pela Academia de Artes e Ciências Cinematográficas.

## Elenco
- Mecha Ortiz - Mara Ordaz
- Arturo García Buhr - Pedro
- Narciso Ibáñez Menta - Norberto
- Mario Soffici - Martín
- Bárbara Mujica - Laura